# پنچری (مجموعه تلویزیونی ۱۳۹۶)
پنچری عنوان مجموعه طنز تلویزیونی ایرانی به کارگردانی برزو نیک‌نژاد و تهیه‌کنندگی مهران مهام است که از ۱۵ دی ماه ۱۳۹۵ کلید خورد و در تابستان ۱۳۹۶ از دهم تیر تا هفتم شهریورماه در ۴۲ قسمت از شبکه سوم سیما پخش شد. موسیقی این مجموعه توسط حمیدرضا صدری ساخته شده‌است. رضا عطاران بازیگر سینما و تلویزیون و علی اصغر پورمحمدی مدیر شبکه سوم سیما از پشت صحنه این مجموعه بازدید کردند.

## خلاصه داستان
این مجموعه داستان فردی است به نام حمید خواستار که نقش او را یوسف تیموری ایفا می‌کند به دنبال ازدواج با دختری به نام نگار جهانی است که نقش او را سولماز غنی ایفا می‌کند. در این راه پدر و مادر او (نگار جهانی) که سال‌ها پیش در میان بمباران تهران نگار را که مادرش در بمباران فوت کرده‌است، پیدا کرده و بزرگ می‌کنند، شرط‌ های زیادی جلوی پای حمید می‌گذارند و از او ماشین شاسی بلند و خانه بزرگ در بالای شهر را می‌خواهند. حمید به سختی طی ۴ سال این کار را انجام می‌دهد و به افراد زیادی بدهکار می‌شود. او همچنین مجبور به نگهداری از عمویش( حمید لولایی) که بعد از مرگ پدر و مادرش در کودکی او را بزرگ کرده می‌شود . اما در همین حین پسر خاله او قادر پیش دست (رضا داوودنژاد) ، پسر متانت ذکاوت (مریم سعادت) که به علت تصادف با ماشین کنترل نامحسوس و داشتن گواهینامه جعلی به زندان افتاده از زندان آزاد می‌شود. او برای گرفتن دختر مورد علاقه اش افسانه دخترخاله خودش ( زهره فکورصبور) دست به کارهای عجیبی می‌زند و در همین راه حمید و خانواده اش را به دردسر می‌اندازد. بازگشت دنیا مفاخری دختر رئیس شرکت حمید ( شهره سلطانی) به کشور و به دنبال آن ورشکست شدن شرکت، باعث می‌شود حمید ضمن از دست دادن شروط لازم برای ازدواج، نسبت به دنیا مفاخری بدبین شود. بعدها معلوم می‌شود همسر سابق دنیا با پرونده سازی علیه پدرش (محمد علی تقوی)، او را در خارج به زندان انداخته و در قبال آزادی اش پول هنگفتی معادل سرمایه شرکت را از دنیا گرفته‌است. در نهایت حمید به کمک عمو پرویز، قادر و جمشید (مهران غفوریان) و برادرش (از دوستان قادر در زندان که بعدها طی جریانی معلوم می‌شود آن‌ها برادرهای نگار هستند) سرمایه شرکت را پس گرفته و به حساب شرکت بازمی‌گردانند. ضمن اینکه در پایان سریال حمید با نگار، قادر با افسانه و عمو پرویز با متانت (که طی اتفاقاتی به هم علاقه‌مند شده‌اند) ازدواج می‌کند.

## بازیگران
| بازیگر                      | شخصیت                            |
| --------------------------- | -------------------------------- |
| حمید لولایی                 | عمو پرویز                        |
| یوسف تیموری                 | حمید خواستار                     |
| رضا داوودنژاد               | قادر پیش دست                     |
| مهران غفوریان               | جمشید افتاده (معروف به جمشید ۵۹) |
| اشکان اشتیاق                | فرشید افتاده                     |
| غلامرضا نیکخواه             | حبیب جهانی                       |
| مریم سعادت                  | متانت خانم                       |
| سولماز غنی                  | نگار جهانی                       |
| شهین تسلیمی                 | دلبر خانم                        |
| شهره سلطانی                 | دنیا مفاخری                      |
| زهره فکورصبور               | افسانه                           |
| فرزاد حاتمیان               | سرایدار و وکیل صاحبخانه حمید     |
| بهشاد شریفیان               | بهشاد                            |
| مائده طهماسبی               | آشفته                            |
| حمید غلامی                  | ترکاشوند                         |
| نازگل فرنقی (بازیگر خردسال) | آرزو                             |
| سیروس میمنت                 | طلبکار بهشاد                     |
| محمدعلی تقوی (بازیگر مهمان) | آقای مفاخری                      |